# Birżebbuġa
Birżebbuġa (vaak kortweg aangeduid als B'buġa) is een plaats in het zuidoosten van Malta met een inwonersaantal van 8.668 (november 2005). De plaats is gelegen aan de baai Marsaxlokk.
De naam Birżebbuġa betekent in het Maltees "De bron van Żebbuġa"; het woord Żebbuġa (Arabisch voor olijf) kan waarschijnlijk worden herleid naar een persoonsnaam uit de tijd dat Malta nog onder Islamitisch bestuur stond. De plaats is vooral bekend om de opgravingen uit de IJstijd die worden gedaan in de nabijgelegen Għar Dalam (Grot van Dalam). Ook de jaarlijkse festa met haar hoogtepunt op 5 augustus, waarop men Sint-Petrus'-Banden herdenkt, kan worden gezien als een toeristische trekpleister. In het zuiden van Birżebbuġa bevindt zich de "Malta Europort", de containerhaven van Malta. Aan het eind van de jaren negentig werd ten noorden daarvan het strand opgespoten met zand, waardoor een zandstrand ontstond. Deze zogenoemde Pretty Bay is een van de weinige zandstranden die Malta rijk is.